# Bervie Water
Das Bervie Water (von schottisch-gälisch Biorbhaigh, „wallender Fluss“) ist ein Fluss in der schottischen Council Area Aberdeenshire. Er entsteht durch den sukzessiven Zusammenfluss vierer Bäche, die in etwa 360 m Höhe an den Hängen der östlichen Grampians entspringen.
Der Lauf des Bervie Water beschreibt vereinfacht die Form des Buchstaben „S“. Er verläuft zunächst durch Drumtochty Forest in ostsüdöstlicher Richtung. Etwa auf halber Strecke kreuzt er die A90 und dreht dann, dem Verlauf der A90 folgend, nach Südwesten ab. Nach weiteren vier Kilometern ändert sich die Flussrichtung wiederum nach Ostsüdosten. In Inverbervie wird das Bervie Water zunächst von der A92 gekreuzt und mündet dann in die Nordsee.
Im Sommer führt das Bervie Water wenig Wasser und bewegt sich träge mit einer Geschwindigkeit von etwa 1,6 km/h. Zu regenreicheren Jahreszeiten schwillt der Fluss an und fließt deutlich schneller ab. Bereits im 19. Jahrhundert waren aus diesem Grund an einigen Abschnitten Uferbefestigungen vorhanden, welche die umliegenden Ländereien vor Überflutung schützen. Zu dieser lebten Forellen und Lachse im Bervie Water. Am Ufer etwa zwei Kilometer nordwestlich von Inverbervie liegt das denkmalgeschützte Herrenhaus Allardice Castle.

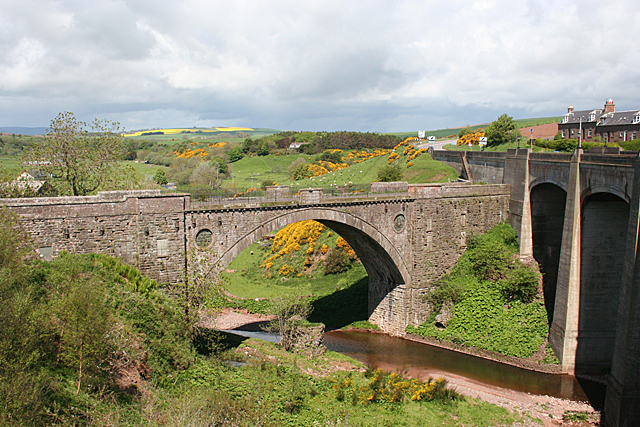
Die zwei Brücken von Inverbervie
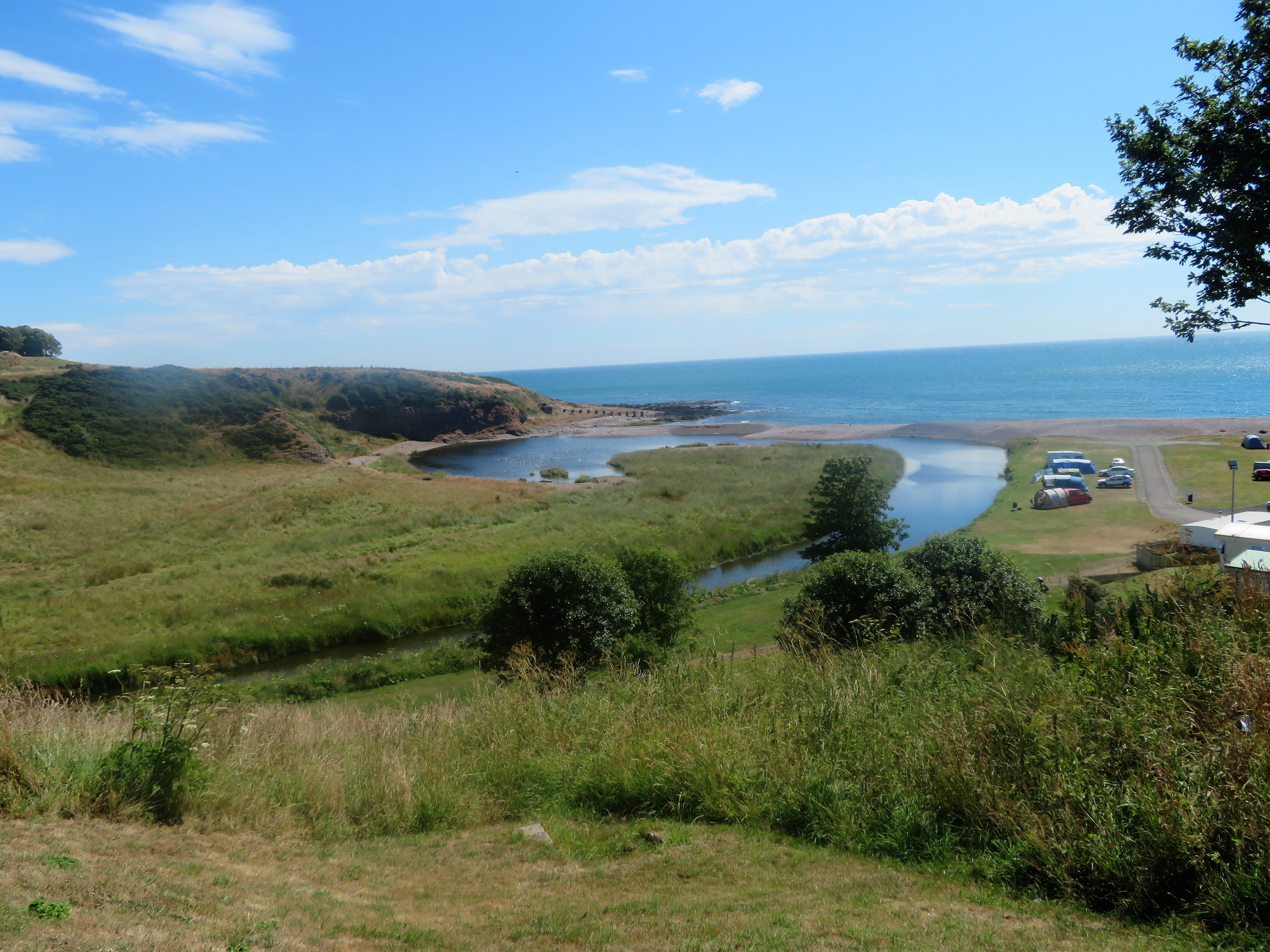
Mündung des Bervie